# Polski Senovets
Polski Senovets (Bulgaars: Полски Сеновец) is een dorp in de Bulgaarse provincie Veliko Tarnovo. Het dorp ligt in de gemeente Polski Trambesj.

## Bevolking
Het dorp Polski Senovets telde 572 inwoners in 2020, een lichte stijging ten opzichte van 567 inwoners in 2016. Desalniettemin toont het inwonersaantal van het dorp al sinds 1946 een dalende trend, toen er bijna 3.000 inwoners werden geteld. In de 21e eeuw wonen er nagenoeg geen kinderen meer in het dorp, uitsluitend gepensioneerden. Van de 719 inwoners die in februari 2011 werden geregistreerd, waren er 22 jonger dan 15 jaar oud (3,1%), 272 inwoners waren tussen de 15-64 jaar oud (37,8%), terwijl er 425 inwoners van 65 jaar of ouder werden geteld (59,1%). De groep van 65-tot 69-jarigen was de grootste leeftijdsgroep in de bevolking, met 122 personen. De tweede groep vormden de 75-tot 79-jarigen met 110 personen.
|  |

| Leeftijd        | Totale bevolking | 0-9 | 10-19 | 20-29 | 30-39 | 40-49 | 50-59 | 60-69 | 70-79 | 80+ |
| --------------- | ---------------- | --- | ----- | ----- | ----- | ----- | ----- | ----- | ----- | --- |
| Polski Senovets | 719              | 13  | 20    | 16    | 37    | 42    | 82    | 206   | 211   | 92  |

In het dorp wonen voornamelijk etnische Bulgaren. In de optionele volkstelling van 2011 identificeerden 686 van de 706 ondervraagden zichzelf als etnische Bulgaren, oftewel 97,2%. 
| Etnische samenstelling van de respondenten (2011) | Etnische samenstelling van de respondenten (2011) | Etnische samenstelling van de respondenten (2011) | Etnische samenstelling van de respondenten (2011) | Etnische samenstelling van de respondenten (2011) |
| ------------------------------------------------- | ------------------------------------------------- | ------------------------------------------------- | ------------------------------------------------- | ------------------------------------------------- |
|                                                   |                                                   |                                                   |                                                   |                                                   |
| Bulgaren                                          | Bulgaren                                          |                                                   | 97,2%                                             | 97,2%                                             |
| Turken                                            | Turken                                            |                                                   | 0,0%                                              | 0,0%                                              |
| Roma                                              | Roma                                              |                                                   | 0,0%                                              | 0,0%                                              |
| Anders/Onbekend                                   | Anders/Onbekend                                   |                                                   | 2,8%                                              | 2,8%                                              |

## Afbeeldingen

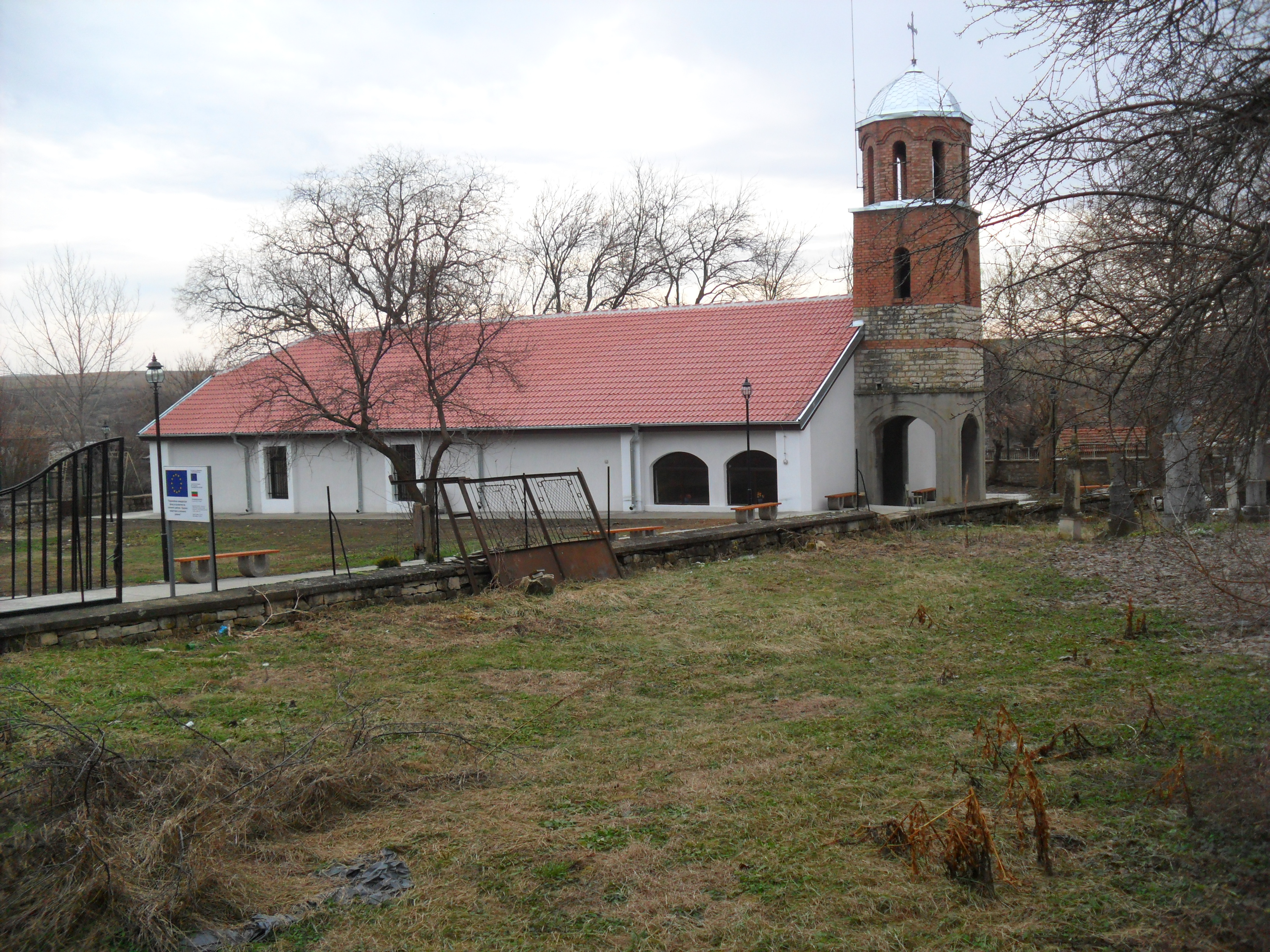
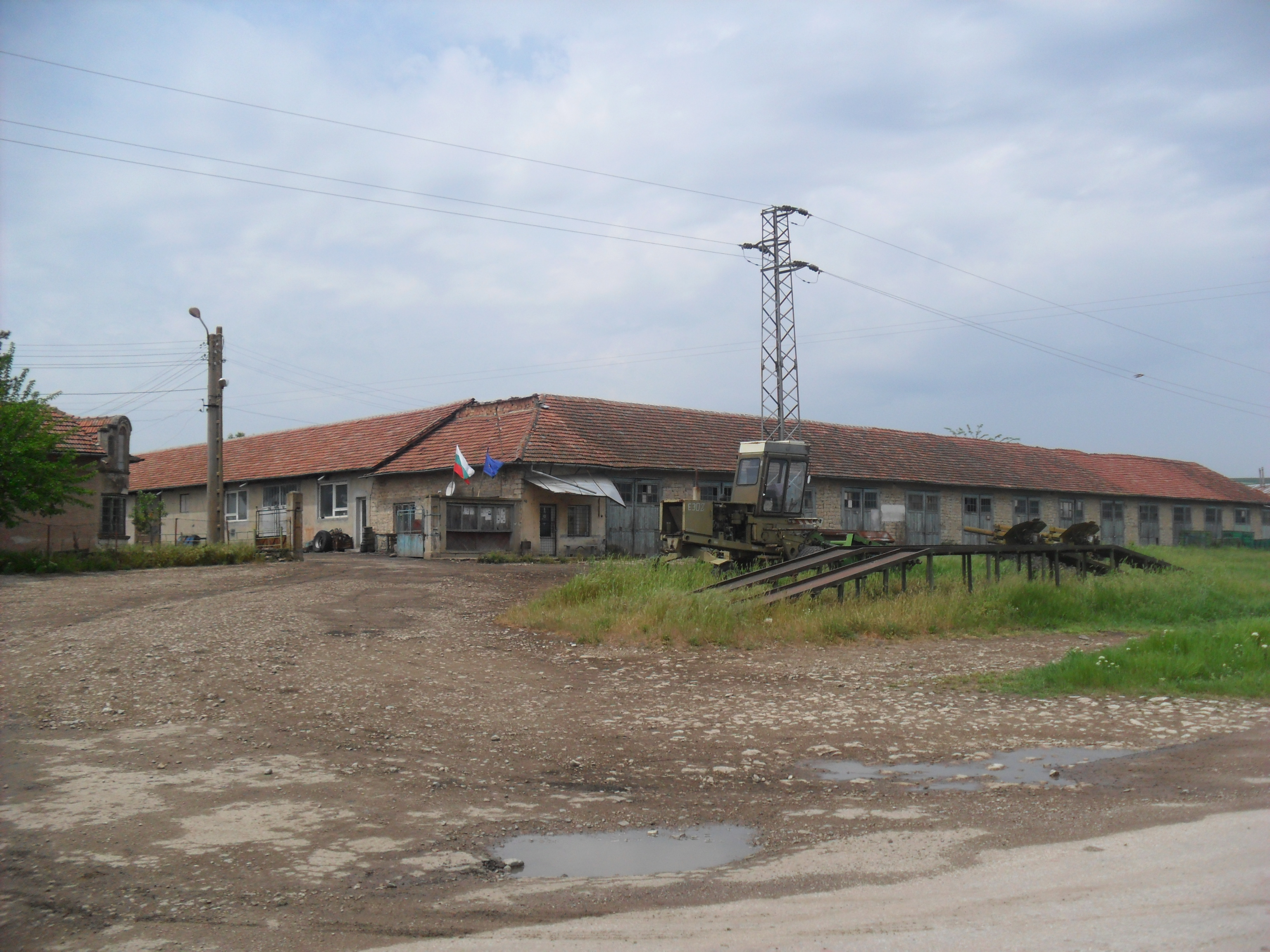
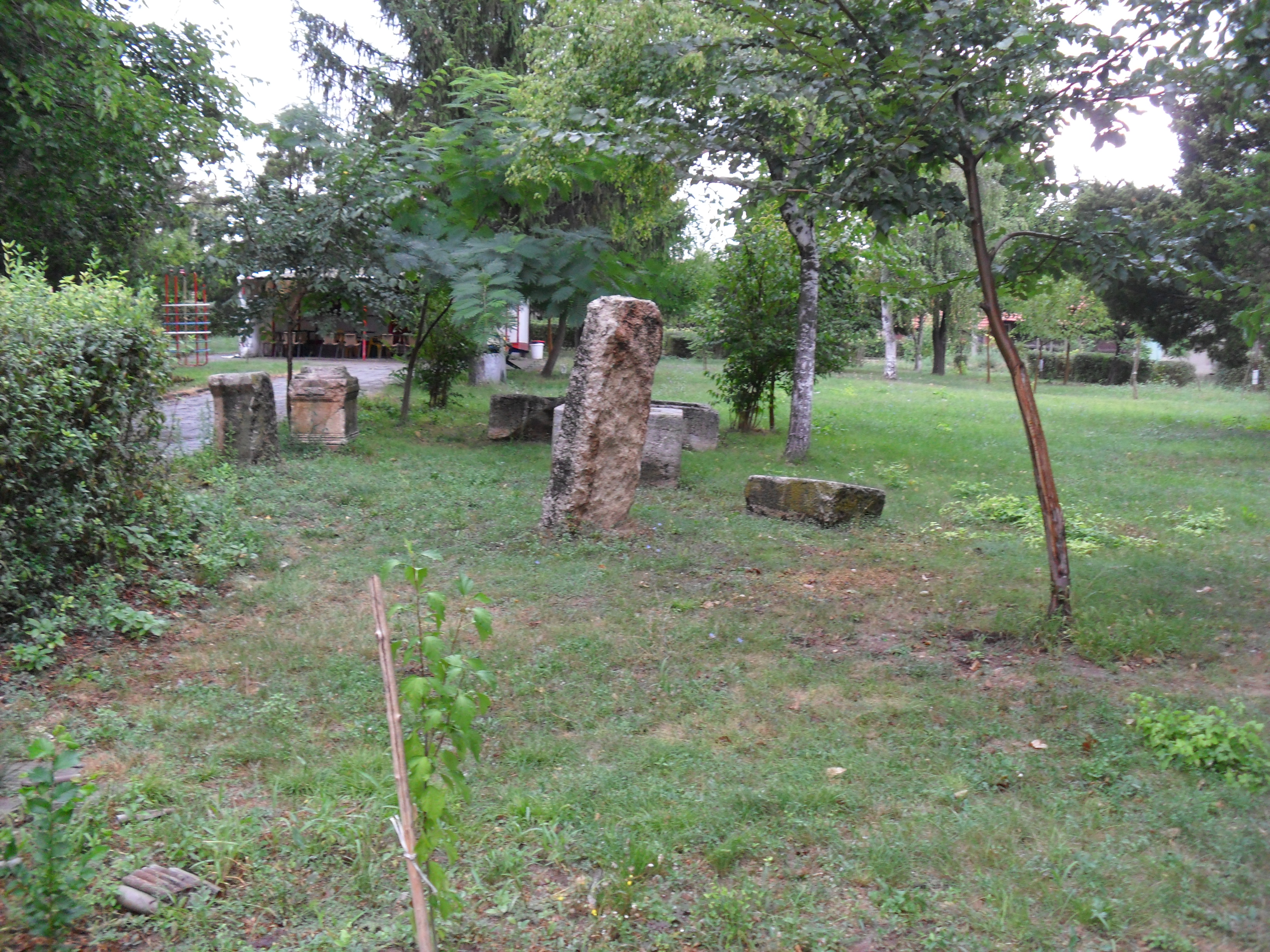

## Geboren
- Luben Prashkov[7] (1931-2007), Bulgaarse kunsthistoricus en restaurator[8]